# Peter Tichatschek

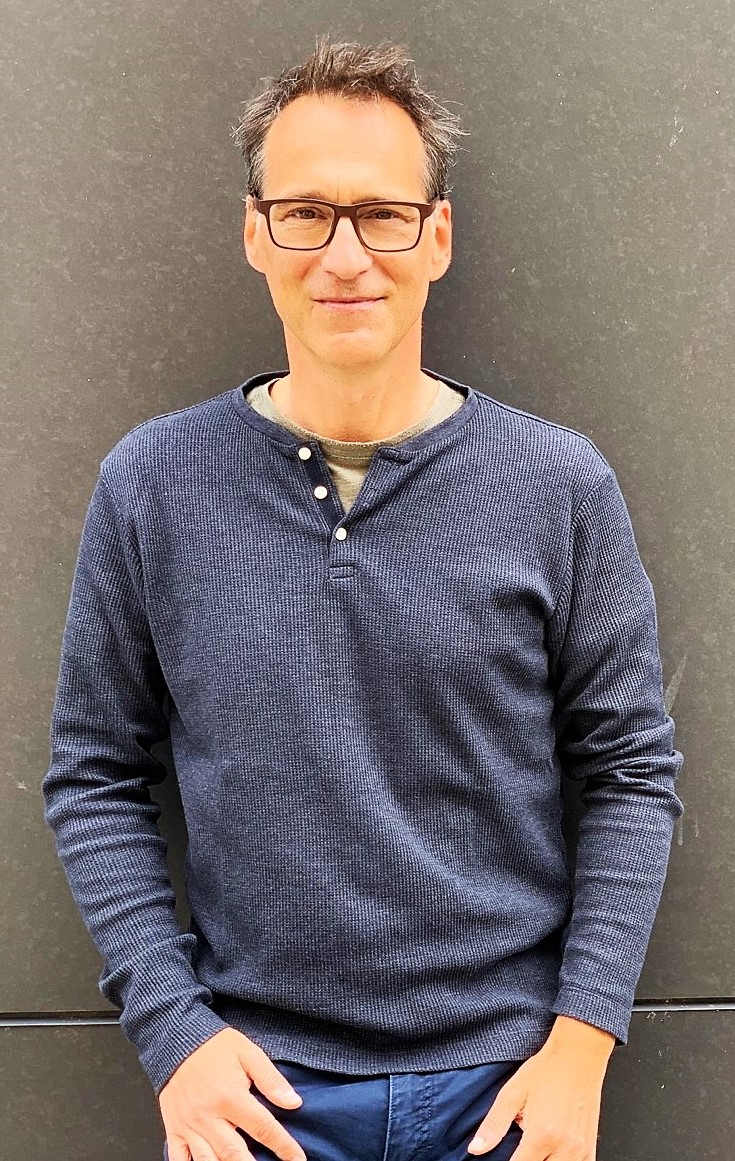
Peter Tichatschek

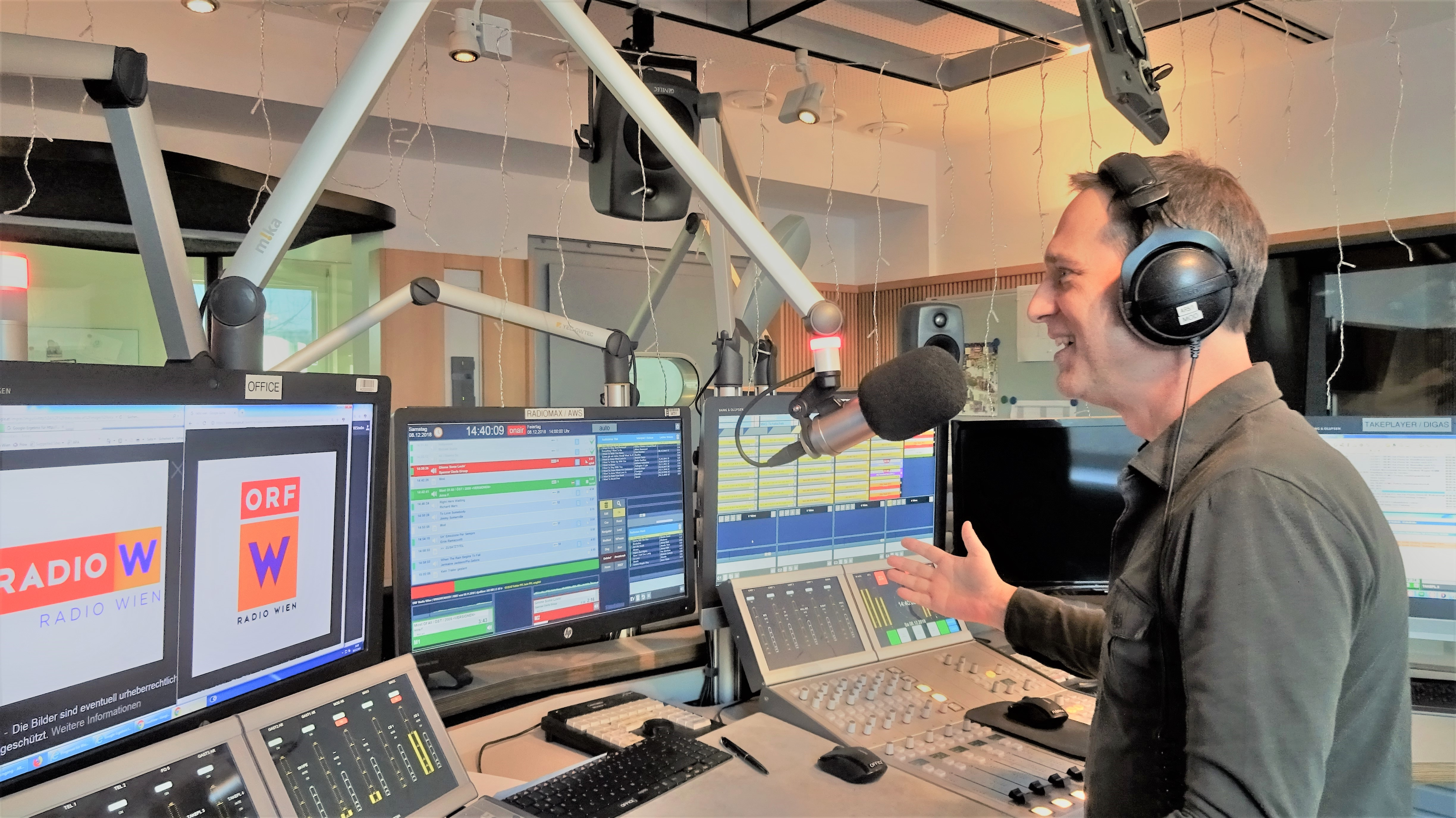
Peter Tichatschek ORF Radio Wien

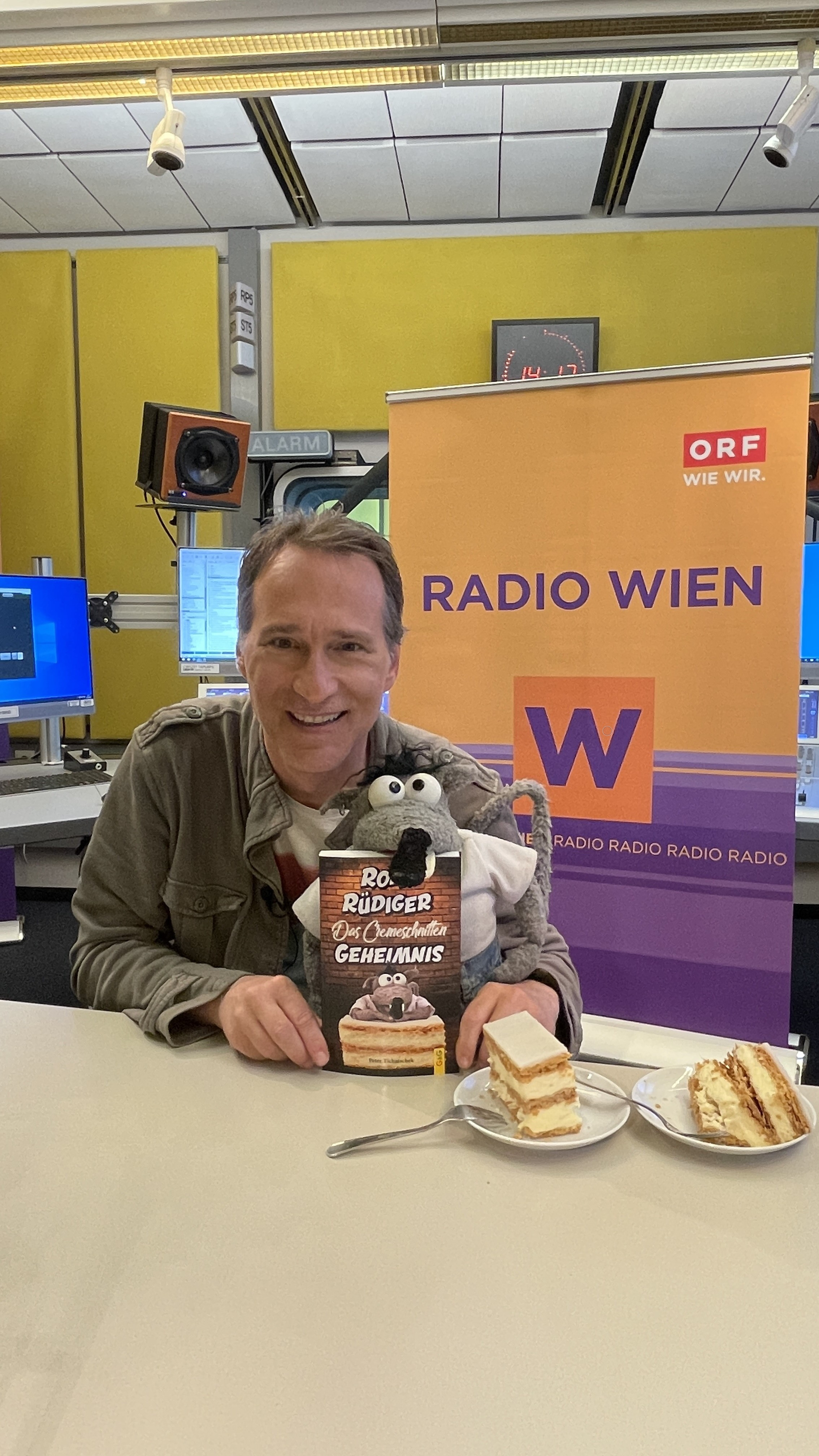
Peter Tichatschek und Rolf Rüdiger

Peter Tichatschek (* 3. Juni 1969 in Wien) ist ein österreichischer Journalist, Radio- und Fernsehmoderator und Autor.

## Werdegang
Nach der Matura am Goethe-Gymnasium in Wien studierte Tichatschek Handelswissenschaften und belegte den Universitätslehrgang für Werbung und Verkauf an der WU Wien.
1989 moderierte er auf Radio Adria für das Urlaubsradio an der nördlichen Adria und leitete den Club Rennbahn Express des österreichischen Jugend- und Musikmagazins. Von 1990 bis 1992 arbeitete er beim Privatradio Antenne Austria und moderierte anschließend bis 1997 die Frühsendung im ORF Radio Wien. Nach drei Jahren bei privaten Medienunternehmen wechselte er im Jahr 2000 zum ORF Fernsehen. Als Moderationspartner von Ricarda Reinisch moderierte er drei Jahre Im Wohnzimmer der Nation das tägliche, zweistündige Livemagazin. Von 2004 bis 2009 war der Hobbykoch Peter Tichatschek Gastgeber und Moderator von über 1500 Ausgaben der ORF Kochshow Frisch gekocht ist halb gewonnen. Seit 2010 moderierte er diverse Sendungen bei Radio Wien im ORF-Landesstudio Wien, produziert die Radio-Wien-Küchentipps, Onlinekampagnen und -contents. Peter Tichatschek ist auch Live-Moderator u. a. für Mercedes-Benz sowie die Brauerei Zipf; außerdem arbeitet er als Off-Sprecher. Mit Rolf Rüdiger, das Cremeschnitten-Geheimnis veröffentlichte Peter Tichatschek 2022 seinen ersten Krimi.

## Publikationen
- Frisch gekocht – die besten Rezepte. Pichler Verlag, Wien 2004, ISBN 978-3-854-31340-3
- Frisch gekocht – die neuen Rezepte. Krenn Verlag, Wien 2005, ISBN 978-3-902-53248-0
- Täglich frisch gekocht. 2006, ORF Nachlese, Nachlese Verlag, Wien 2006, ISBN 978-3-901-84671-7
- Rolf Rüdiger, das Cremeschnittengeheimnis. G&G Verlag, Wien 2022, ISBN 978-3-707-42491-1

## Privates
Peter Tichatschek spielt Golf und arbeitet als Journalist für „Golfweek“, „Perfect Eagle“, den ÖGV etc. Er ist Mitglied im GC Bad Waltersdorf, Steiermark.